# 後藤和歌奈
後藤 和歌奈（ごとう わかな、2000年（平成12年）2月16日 - ）は、日本の女優である。元アイリンク所属であった。

## 略歴
神奈川県出身。『死んだ目をした少年』が映画初出演となり、村崎琢美役を演じた。個性的な外見と等身大で繊細な芝居が高く評価されている。映画初出演の今作では、普段の温厚で優しい性格とは正反対の役柄に挑戦した。趣味はK-POP鑑賞、カラオケで熱唱すること。特技はK-POPのダンスを真似すること、ロボットダンスもどきをすること。姉は元祖マシュマロ女子の後藤聖菜。

## 出演

### 映画
- 死んだ目をした少年（2015年2月21日） -  村崎琢美 役[2][3][4]
- わさび（2017年8月26日） -  斉藤正子 役[5][6]

### ドラマ
- トッカン -特別国税徴収官-（日本テレビ） - 生徒 役[7][8]

### TV
- 最後の決断ショー（関西テレビ）[9]
- ザ!世界仰天ニュース（日本テレビ）[10]
- おじゃMAP!!（フジテレビ）[11]

### CM
- 岩谷産業 アナタの横顔編[12][13]

### イベント
- 2015年2月8日 死んだ目をした少年プレイベント[14] [15]

### その他
- 『ガールズ&パンツァー 劇場版』 主題歌「piece of youth」(ChouCho)[16]